# Thalia Massie
Thalia Fortescue Massie (14 de febrero de 1911-3 de julio de 1963) fue miembro de una familia estadounidense socialmente prominente, involucrada en una serie de juicios muy publicitados en Hawái.

## Vida familiar
Thalia Fortescue nació el 14 de febrero de 1911 en Washington D. C. Su madre era Grace Hubbard Fortescue (1883-1979) y su padre Granville Roland Fortescue (1875-1952). En 1927 se casó con el teniente de la Marina Thomas Hedges Massie (1905-1987), que desde 1930 estaba destinado en Pearl Harbor.

## El caso
En septiembre de 1931, Thalia Massie fue encontrada por un conductor que pasaba, Eustace Bellinger, deambulando por Ala Moana Road en Honolulu alrededor de la 1 a. m.. La habían golpeado y roto la mandíbula después de haber sido interceptada cuando salía de una fiesta en el cercano club nocturno Ala Wai Inn. Cuando Bellinger y su pasajero George Clark, Jr. le preguntaron, ella dijo que un grupo de 5 o 6 jóvenes hawaianos la habían agredido. Más tarde, en el hospital, afirmó a la policía que había sido agredida y violada.
Posteriormente, cinco jóvenes, Horace Ida, Henry Chang, Joseph Kahahawai, Benny Ahakuelo y David Takai, dos de ascendencia hawaiana, dos de ascendencia japonesa y uno mestizo medio chino medio hawaiano, quienes fueron arrestados inicialmente por agredir a una mujer hawaiana, Agnes Peeples, más temprano esa misma noche también fueron acusados de la violación de Massie. Joseph Kahahawai, un boxeador local, admitió haber agredido anteriormente a Peeples, a quien había abofeteado durante un incidente y discusión vial entre las calles King y Liliha, pero todos los acusados negaron haber estado involucrados en el asalto a la Sra. Massie. Los hombres estuvieron representados por dos de los abogados penalistas más destacados de las islas, William Heen y William B. Pittman, y el jurado de raza mixta llegó a un punto muerto por motivos raciales. Los nativos y los locales creían que los jóvenes eran inocentes y la mujer mentía, mientras los blancos pensaban que habían agredido a una dama indefensa. Los cinco acusados quedaron en libertad bajo fianza en espera de un nuevo juicio en una fecha posterior.
La madre de Thalia, Grace Fortescue, estaba profundamente perturbada por la liberación de los acusados y muchos miembros del personal de la Marina de los Estados Unidos en Pearl Harbor estaban indignados. Poco después, Joseph Kahahawai fue secuestrado cuando salía del juzgado después de una audiencia de libertad condicional y fue encontrado muerto de un disparo en el asiento trasero del automóvil de Grace Fortescue. Defendida por el abogado Clarence Darrow, Fortescue, el esposo de Thalia, Thomas Massie, y dos marineros de la Armada fueron finalmente juzgados y condenados por homicidio involuntario por la muerte de Kahahawai. Originalmente sentenciados a 10 años, su sentencia fue conmutada a una hora en las cámaras ejecutivas del Gobernador Lawrence Judd del Territorio de Hawái.
Thomas y Thalia Massie se divorciaron el 23 de febrero de 1934 en Reno, Nevada. En 1953, a la edad de 42 años, Thalia se casó con Robert Thomlinson Uptigrove, de 21 años. Se divorciaron en 1955. Se suicidó con una sobredosis de barbitúricos en Palm Beach, Florida, el 3 de julio de 1963.